# Hadrobunus grandis
Hadrobunus grandis – gatunek kosarza z podrzędu Eupnoi i rodziny Sclerosomatidae.

## Opis
Duży gatunek kosarza o odnóżach średniej długości. Uda pierwszej pary odnóży są krótsze od długości ciała u samców oraz krótsze od jego szerokości u samic. Grzbiet ubarwiony brązowo z jaśniejszym pasem na guzku ocznym.

## Podgatunki
Znane są dwa podgatunki:
- Hadrobunus grandis grandis
- Hadrobunus grandis similis Weed, 1890

## Występowanie
Gatunek występuje we wschodnich Stanach Zjednoczonych, gdzie wykazany został ze stanów: Georgia, Oklahoma, Ohio, Maryland, Karolina Północna oraz Vermont.